# Move Along
Move Along é o segundo álbum de estúdio da banda estadunidense de pop punk The All-American Rejects, lançado em  12 de julho de 2005 .

## Faixas
Todas as faixas escritas e compostas por Tyson Ritter e Nick Wheeler. 
| N.º            | Título                 | Duração |  |
| 1.             | "Dirty Little Secret"  | 3:13    |  |
| 2.             | "Stab My Back"         | 3:10    |  |
| 3.             | "Move Along"           | 4:00    |  |
| 4.             | "It Ends Tonight"      | 4:04    |  |
| 5.             | "Change Your Mind"     | 3:40    |  |
| 6.             | "Night Drive"          | 3:23    |  |
| 7.             | "11:11 PM"             | 3:04    |  |
| 8.             | "Dance Inside"         | 4:00    |  |
| 9.             | "Top of the World"     | 3:23    |  |
| 10.            | "Straitjacket Feeling" | 3:37    |  |
| 11.            | "I'm Waiting"          | 3:34    |  |
| 12.            | "Can't Take It"        | 2:52    |  |
| Duração total: | Duração total:         | 42m0s   |  |

| Faixas Bônus nas versões Internacionais |                                                            |         |  |
| N.º                                     | Título                                                     | Duração |  |
| 13.                                     | "Night Drive" (Acústica)                                   | 3:48    |  |
| 14.                                     | "Eyelash Wishes" (Faixa Bônus no Reino Unido/Japão)        | 4:09    |  |
| 15.                                     | "Kiss Yourself Goodbye" (Faixa Bônus no Reino Unido/Japão) | 3:23    |  |
| Duração total:                          | Duração total:                                             | 53m20s  |  |

| Faixas Bônus na Edição de Luxo do iTunes |                                            |         |  |
| N.º                                      | Título                                     | Duração |  |
| 13.                                      | "Dirty Little Secret" (Ao Vivo no Wiltern) | 3:09    |  |
| 14.                                      | "Top of the World" (Ao Vivo no Wiltern)    | 2:27    |  |
| 15.                                      | "Night Drive" (Ao Vivo no Wiltern)         | 3:34    |  |
| 16.                                      | "It Ends Tonight" (Ao Vivo no Wiltern)     | 4:00    |  |
| 17.                                      | "Move Along" (Ao Vivo no Wiltern)          | 4:14    |  |
| Duração total:                           | Duração total:                             | 59m24s  |  |

## Performance nas Paradas
Álbum
| Ano  | Parada                           | Melhor Posição |
| ---- | -------------------------------- | -------------- |
| 2005 | - Billboard 200                  | 6              |
| 2005 | - Albums Chart                   | 204            |
| 2006 | - Billboard Top Rock Albums      | 6              |
| 2006 | - Billboard Comprehensive Albums | 6              |
| 2006 | - Billboard Top Digital Albums   | 12             |
| 2006 | - UK Albums Chart                | 45             |
| 2007 | - Albums Chart                   | 31             |

Singles
| Ano  | Single                | Melhor Posição nas Paradas | Melhor Posição nas Paradas | Melhor Posição nas Paradas | Melhor Posição nas Paradas | Melhor Posição nas Paradas | Melhor Posição nas Paradas | Melhor Posição nas Paradas | Melhor Posição nas Paradas | Melhor Posição nas Paradas |
| Ano  | Single                | US                         | Hot Digital Songs          | Pop 100                    | Top 40 Mainstream          | Hot Adult Top 40 Tracks    | NZ                         | UK                         | IRE                        | AUS                        |
| ---- | --------------------- | -------------------------- | -------------------------- | -------------------------- | -------------------------- | -------------------------- | -------------------------- | -------------------------- | -------------------------- | -------------------------- |
| 2006 | "Dirty Little Secret" | 9                          | 1                          | 4                          | 4                          | 15                         | —                          | 18                         | 47                         | 73                         |
| 2006 | "Move Along"          | 15                         | 4                          | 12                         | 9                          | 4                          | —                          | 42                         | —                          | 73                         |
| 2007 | "It Ends Tonight"     | 8                          | 5                          | 7                          | 8                          | 7                          | 39                         | 66                         | —                          | 52                         |

## Certificados
| País         | Certificação | Vendas     |
| ------------ | ------------ | ---------- |
| Music Canada | Platina      | 100,000 +  |
| RIAA         | 2× Platina   | 2,000,000+ |
| BPI          | Platina      | 100,000+   |